# Bella Awa Gassama
Bella Awa Gassama (* 20. Jahrhundert) ist eine gambische Schauspielerin.

## Leben
Gassama ist die Halbschwester des bekannten Fußball-Schiedsrichters Bakary „Papa“ Gassama. Sie machte 2004 ihr Abitur in Naturwissenschaften an der Marina International School. Ihr Filmdebüt gab sie im selben Jahr in Arrou (Prevention). Der Film wurde auf dem Pan-African Film Festival in Los Angeles gezeigt und Gassama wurde bei den 2. Africa Movie Academy Awards als beste Schauspielerin in einer Nebenrolle nominiert. Sie wurde auch als beste gambische Schauspielerin beim Vinasha Filmfestival nominiert. 2008 schloss sie ihre Zertifizierung als Certified Accounting Technician (CAT) am Jollof Tutors College ab. Ebenfalls 2008 spielte Gassama in ihrem ersten nigerianischen Film My Gambian Holiday an der Seite von Desmond Elliot und Oge Okoye. 2011 hatte sie eine Nebenrolle in dem von der Kritik gefeierten Film The Mirror Boy an der Seite von Fatima Jabbe und Genevieve Nnaji. 2012 absolvierte Gassama einen Kurs für Bankwesen und Finanzen am Task Crown College. Gassama hatte eine Rolle in Sidy Diallos Film The Soul aus dem Jahr 2014. Sie wurde bei den Zulu African Film Academy Awards als beste Nebendarstellerin nominiert. 2019 spielte sie die Hauptrolle in der Fernsehserie Nakala. Im November 2019 heiratete Gassama den in den USA lebenden politischen Online-Aktivisten Pa Lie Low.

## Filmographie (Auswahl)
- 2004: Arrou (Prevention)
- 2008: My Gambian Holiday
- 2011: Mirror Boy
- 2013: Wrong Identity
- 2014: The Soul
- 2019: Nakala (Fernsehserie)